# Peredo (Portugal)
Peredo es una freguesia portuguesa del municipio de Macedo de Cavaleiros, con 21,91 km² de superficie y 366 habitantes (2001). Su densidad de población es de 16,7 hab/km².